# Perconia armoris
Perconia armoris är en fjärilsart som beskrevs av Charles Oberthür. Perconia armoris ingår i släktet Perconia och familjen mätare. Inga underarter finns listade i Catalogue of Life.